# Epica (zespół muzyczny)
Epica – holenderski zespół muzyczny wykonujący metal symfoniczny. Powstał w 2002 roku w Rotterdamie z inicjatywy gitarzysty Marka Jansena. Od 2002 roku zespół współtworzą ponadto wokalistka Simone Simons, gitarzysta Isaac Delahaye, basista Rob van der Loo, klawiszowiec Coen Janssen oraz perkusista Ariën van Weesenbeek. Do 2016 roku zespół zarejestrował osiem albumów studyjnych oraz szereg pomniejszych wydawnictw. Wydany w 2014 roku album zespołu pt. The Quantum Enigma dotarł do 4. miejsca tamtejszej listy przebojów.

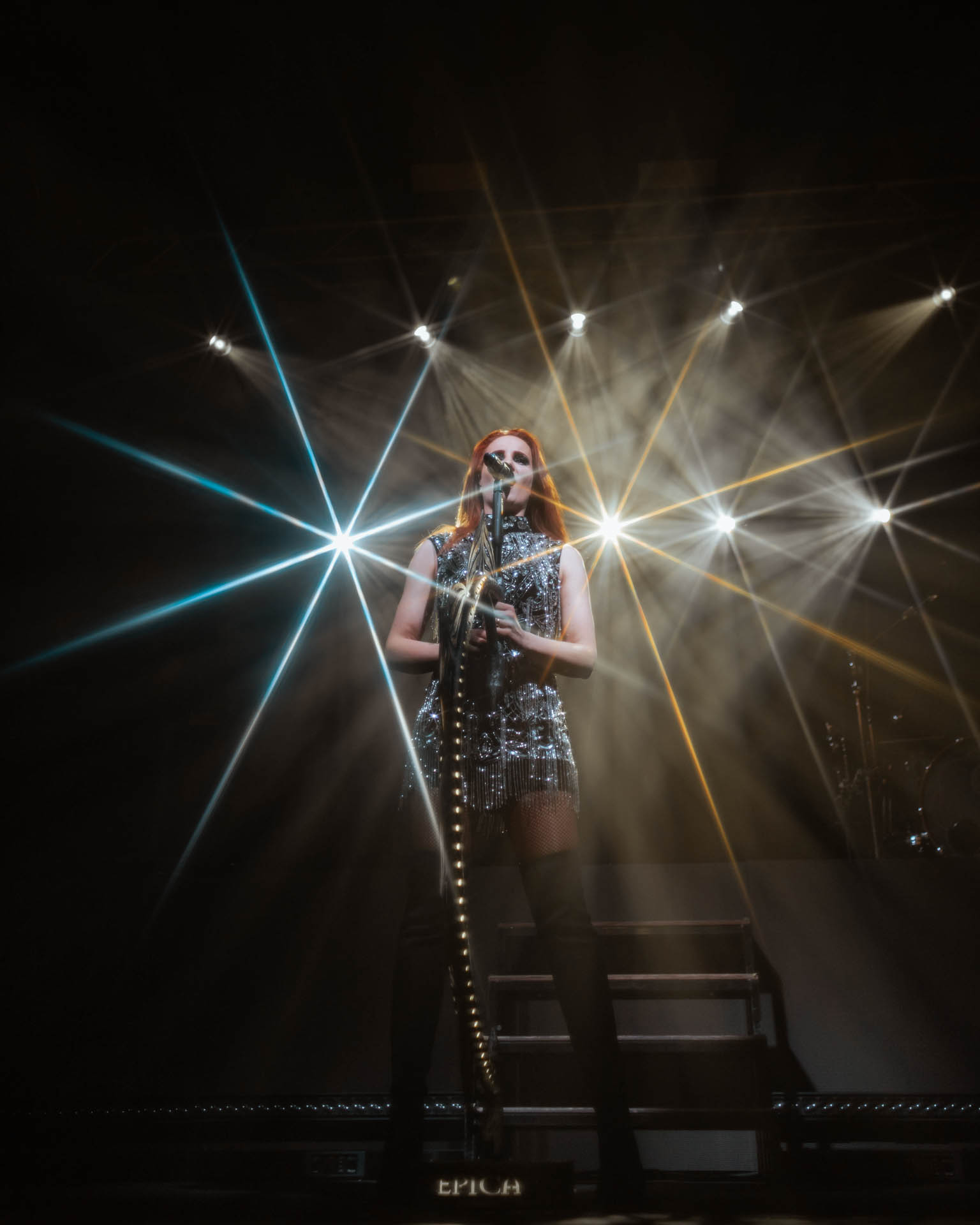
Epica Simone Simons in Poland, 2023

## Historia

### Cry for the Moon/The Phantom Agony(2002–2004)

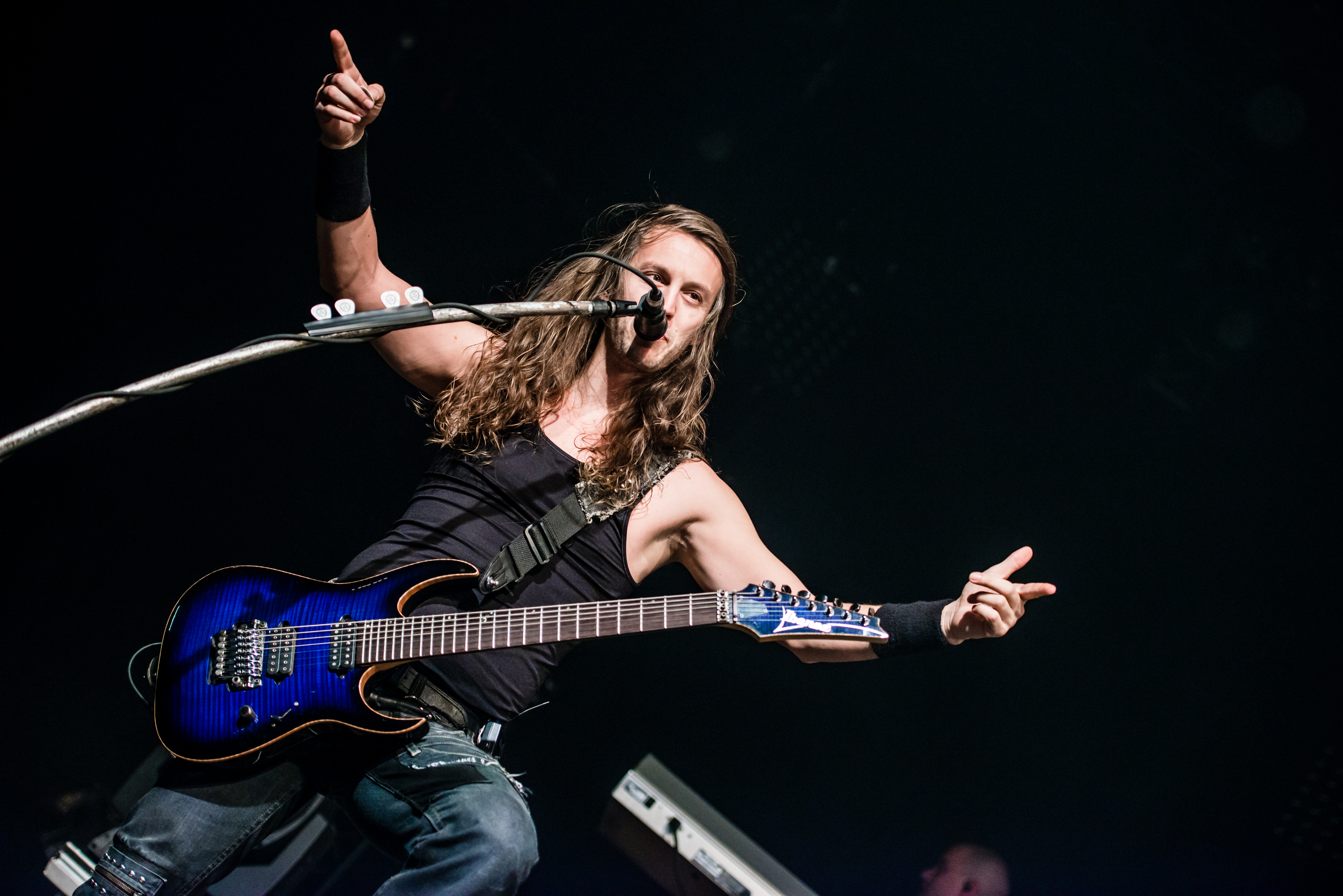
Mark Jansen, 2015

Zespół powstał w 2002 roku pod nazwą Sahara Dust z inicjatywy gitarzysty Marka Jansena, wcześniej członka formacji After Forever. Do zespołu dołączyła Helena Michaelsen wcześniej związana z grupą Trail of Tears, lecz szybko została zastąpiona przez Simone Simons, ówczesną dziewczynę Jansena. Skład zespołu uzupełnili ponadto gitarzysta Ad Sluijter, basista Yves Huts, perkusista Jeroen Simons i klawiszowiec Coen Janssen. W tym składzie zespół zarejestrował demo pt. Cry for the Moon. Późniejsza nazwa zespołu została zainspirowana albumem amerykańskiej formacji Kamelot - Epica (2003).
Debiutancki album Epiki pt. The Phantom Agony ukazał się w czerwcu 2003 roku. Materiał wyprodukował Sascha Paeth mający w dorobku współpracę z takimi wykonawcami jak: Angra, Rhapsody of Fire czy też Kamelot. Utwór Façade of Reality został napisany około ataków 11 września i zawiera fragment przemowy Tony'ego Blaira. Wydawnictwo było promowane singlami The Phantom Agony, Feint oraz Cry for the Moon.

### Consign to Oblivion/The Score(2005–2007)

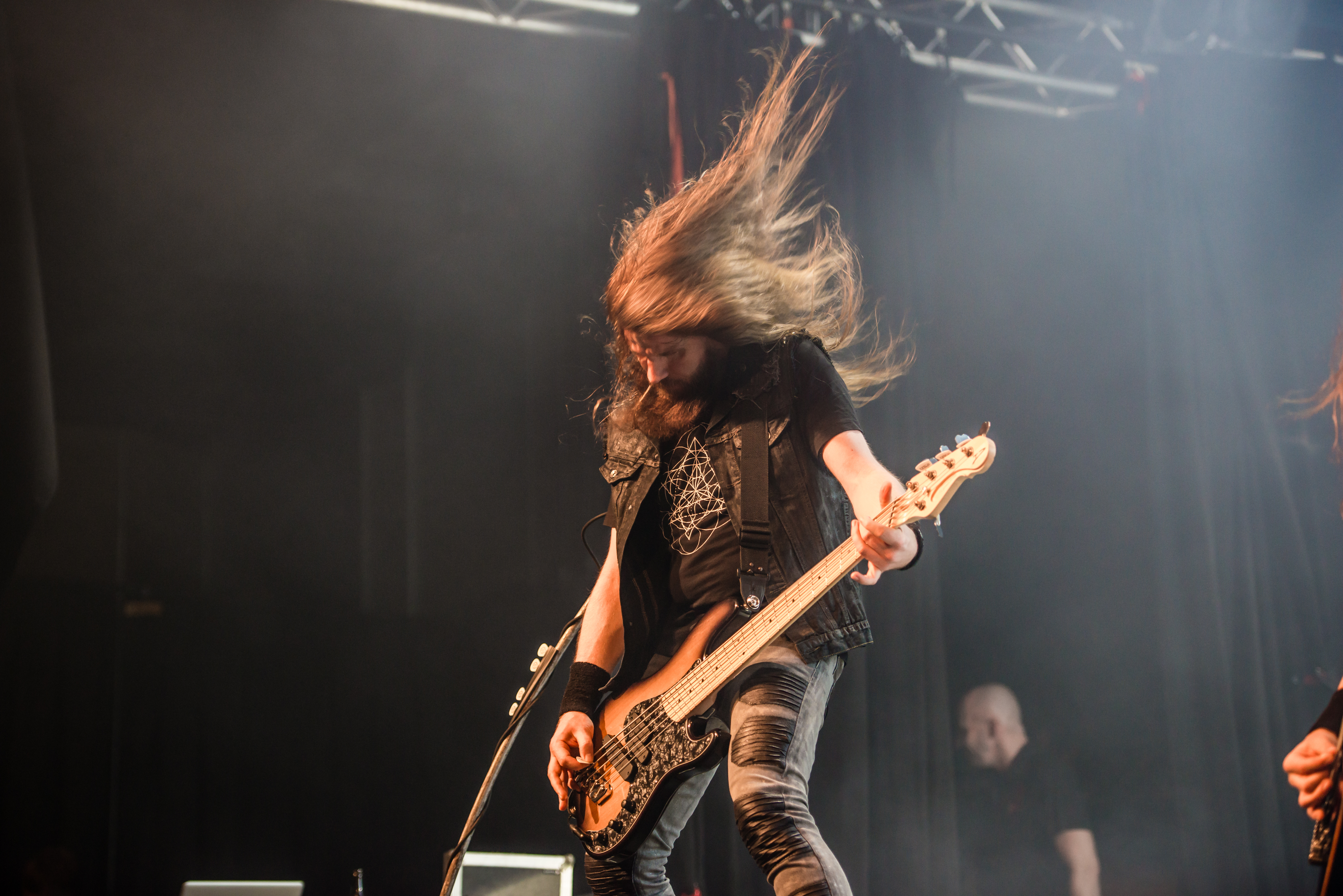
Rob van der Loo, 2015

21 kwietnia 2005 roku ukazał się trzeci album studyjny zespołu zatytułowany Consign to Oblivion, materiał inspirowany był kulturą majów. W pochodzącym z płyty utworze "Trois Vierges" wystąpił gościnnie wokalista zespołu Kamelot - Roy Khan. Wydawnictwo było promowane singlami Solitary Ground i Quietus (Silent Reverie). We wrześniu, także 2005 roku do sprzedaży trafiła nagrana przez zespół ścieżka dźwiękowa The Score - An Epic Journey skomponowana do holenderskiego filmu fabularnego Joyride w reżyserii Franka Herrebouta. 
W roku 2005 i 2006 Epica wyruszyła z Kamelotem na swoją pierwszą trasę koncertową po Ameryce Północnej. Zaraz po jej zakończeniu zespół opuścił perkusista Jeroen Simons, ponieważ przejawiał inne zainteresowania muzyczne. Pod koniec 2006 roku, Simone Simons ponownie wystąpiła gościnnie w albumie zespołu Kamelotu - Ghost Opera. W grudniu na oficjalnej stronie Epiki Ariën van Weesenbeek z God Dethroned został przedstawiony jako gościnny perkusista do ich nowego albumu.

### The Divine Conspiracy(2007–2009)

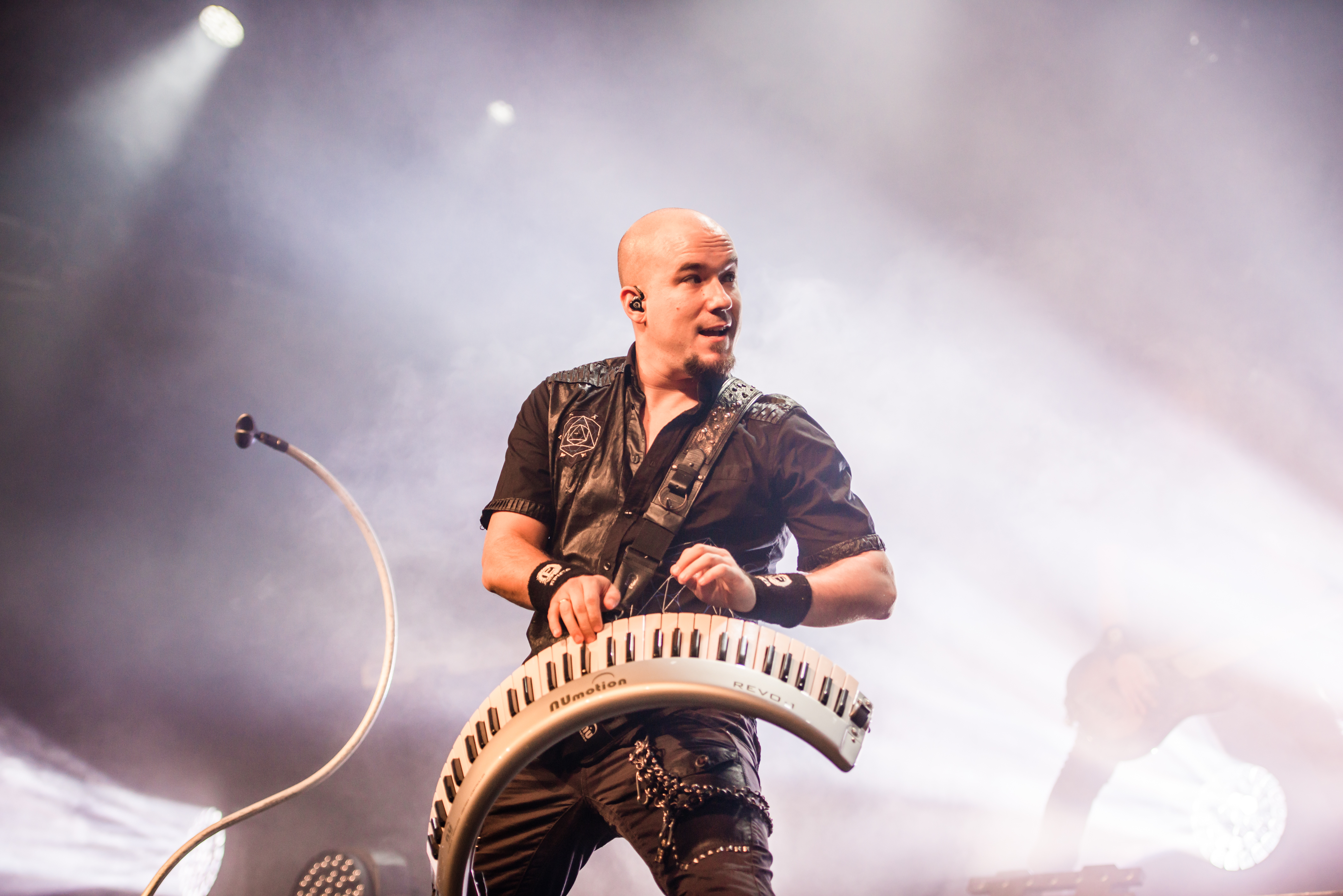
Coen Janssen, 2015

W sierpniu 2007 roku Epica zapowiedziała kolejną trasę po Ameryce Północnej oraz wydała najnowszą płytę The Divine Conspiracy, tym razem z nową wytwórnią, Nuclear Blast. W grudniu tego samego roku Ariën van Weesenbeek stał się pełnoprawnym członkiem zespołu. Epica odwiedziła Amerykę Północną w kwietniu 2008 roku, tym razem z Amandą Somerville, gdyż Simone zaraziła się gronkowcem.
Pierwszy singel z tego albumu ukazał się 10 sierpnia 2007 i był zatytułowany Never Enough. Drugi singel Chasing the Dragon został wydany w 2008 roku.
16 grudnia 2008 roku Ad Sluijter opuścił zespół. W liście opublikowanym na jego MySpace wyjaśnił, iż opuszcza Epikę, ponieważ czuje się ograniczony. Następca Ada ogłoszony został w styczniu 2009 i był to Isaac Delahaye (dawniej God Dethroned).

### The Classical Conspiracy/Design Your Universe(2009–2012)

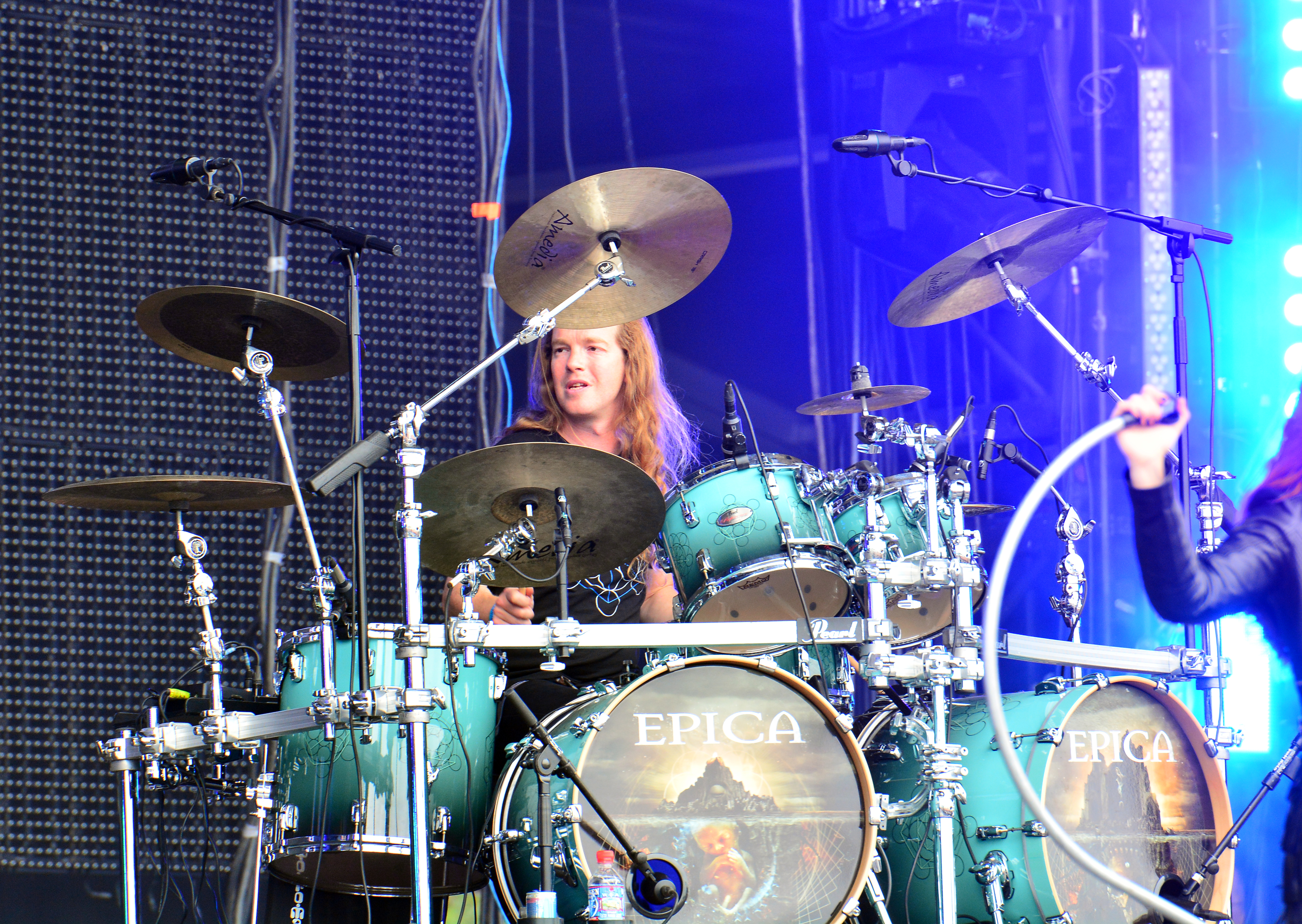
Ariën van Weesenbeek, 2015

W 2008 roku zespół nagrał swój pierwszy album koncertowy, The Classical Conspiracy. Na albumie znalazł się występ zespołu zarejestrowany podczas węgierskiego festiwalu Miskolc International Opera. W przedsięwzięciu wzięły udział trzydziestoosobowy chór oraz czterdziestoosobowa orkiestra. Zespół zaprezentował autorski materiał oraz interpretacje utworów autorstwa m.in. Edvarda Griega i Siergieja Prokofjewa.
W marcu 2009 roku zespół ogłosił powrót do studia nagraniowego. Nowy album miał nosić tytuł Design Your Universe. Był to pierwszy album z nowym gitarzystą, Isaakiem Delahaye. Na Design Your Universe kontynuowana była seria A New Age Dawns, rozpoczęta na płycie Consign to Oblivion. Płyta została wydana 16 października 2009 roku. Możemy na niej usłyszeć gościnny występ wokalisty fińskiego zespołu Sonata Arctica, Tony'ego Kakko (piosenka White Whaters). Album promowany był przez piosenkę This is the Time, z której cały dochód ze sprzedaży został przeznaczony na rzecz organizacji ekologicznej World Wide Fund for Nature.
Po wydaniu Design Your Universe zespół ogłosił światową trasę koncertową. Kilka występów było wyprzedanych. Grupa po raz pierwszy odwiedziła Amerykę Południową, dając koncerty między innymi w Brazylii, Argentynie, czy Peru. Poza tym Epica wystąpiła na wielu dużych festiwalach muzycznych, takich jak Wacken Open Air, Pinkpop, a także Masters of Rock.

### Requiem For The Indifferent/Retrospect(2012–2013)

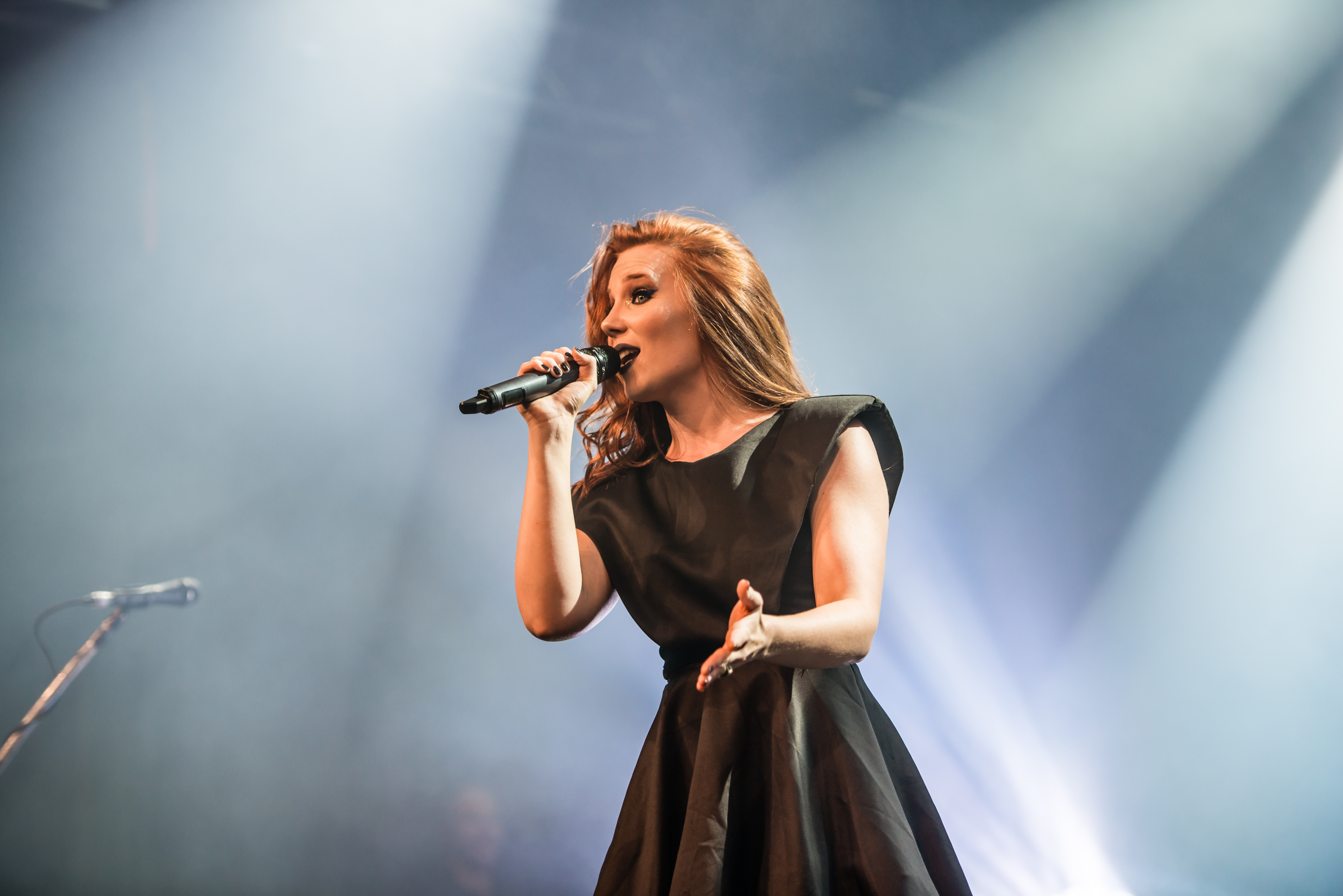
Simone Simons, 2015

W wywiadzie udzielonym w listopadzie 2010 roku, Simone stwierdziła, że zespół zamierza rozpocząć pisanie muzyki w lutym 2011 roku po skończeniu ich Latin American Tour. Dodała również, że mają nadzieję na wydanie płyty w pierwszym kwartale 2012 roku. W maju 2011 roku, 14 utworów zostało napisanych bez tekstów. Produkcji płyty podjął się ponownie Sascha Paeth. 1 grudnia zespół ogłosił, że nazwa piątego studyjnego albumu to Requiem for the Indifferent. Premiera płyty odbyła się 9 marca 2012 roku. Album poprzedził singel Storm the Sorrow, który ukazał się 3 lutego 2012. Kilka dni po publikacji płyty, grupę opuścił basista, Yves Huts, który grał w zespole od samego jego początku. Został on zastąpiony przez Roba van der Loo, muzyka znanego wcześniej z grupy Delain.
23 marca 2013 roku w Eindhoven zespół dał koncert z okazji dziesięciolecia grupy. Podczas występu zespołowi towarzyszyła Reményi Ede Chamber Orchestra oraz Miskolc National Theatre Choir. Ponadto podczas koncertu wystąpili byli członkowie grupy Ad Sluijter, Yves Huts i Jeroen Simons. Podczas koncertu można było usłyszeć nową piosenkę (Retrospect) oraz pierwsze wykonanie na żywo piosenki Twin Flames.
We wrześniu 2012 roku grupa gościnnie wystąpiła w programie telewizyjnym Nik te gek, w którym niepełnosprawni umysłowo mogą spełniać swoje marzenia. W tym odcinku zespół zagrał z chorym na autyzm Ruurdem Woltring piosenkę Forevermore. Chłopak sam ją napisał, a grupa wprowadziła jedynie kilka zmian. Występ został wydany jako singel pod koniec września 2012 roku.

### The Quantum Enigma/The Holographic Principle(od 2014)
W maju 2014 roku do sprzedaży trafił szósty album studyjny formacji zatytułowany The Quantum Enigma. Trasa koncertowa promująca album rozpoczęła się 11 kwietnia 2014 roku w Groningen w Holandii. Gościem na koncercie była grupa Xandria, również tworząca metal symfoniczny. W 2015 roku zespół pojawił się łącznie na aż pięciu koncertach w Polsce. Trzy z nich były koncertami klubowymi. Grupa zapowiedziała, że trasa koncertowa z zespołem Eluveitie w 2015 roku będzie ich ostatnią trasą do 2017 roku.
W pierwszej połowie 2016 roku zespół ogłosił prace nad nowym albumem. W czerwcu tego samego roku ujawniony został tytuł nadchodzącej płyty - The Holographic Principle.
W sierpniu 2023 roku wystąpił w Polsce na Pol'and'Rock Festival.

## Muzycy
| - Simone Simons – śpiew (od 2002) - Mark Jansen – gitara, śpiew (od 2002) - Isaac Delahaye – gitara (od 2009) - Rob van der Loo – gitara basowa (od 2012) - Coen Janssen – instrumenty klawiszowe (od 2002) - Ariën van Weesenbeek – perkusja (od 2007) | - Yves Huts – gitara basowa (2002-2012) - Helena Iren Michaelsen – śpiew (2002) - Jeroen Simons – perkusja (2002-2006) - Ad Sluijter – gitara (2002-2008) | - Koen Herfst – perkusja (2007) - Amanda Somerville – śpiew (2008) - Oliver Palotai – instrumenty klawiszowe (2011) |

## Dyskografia

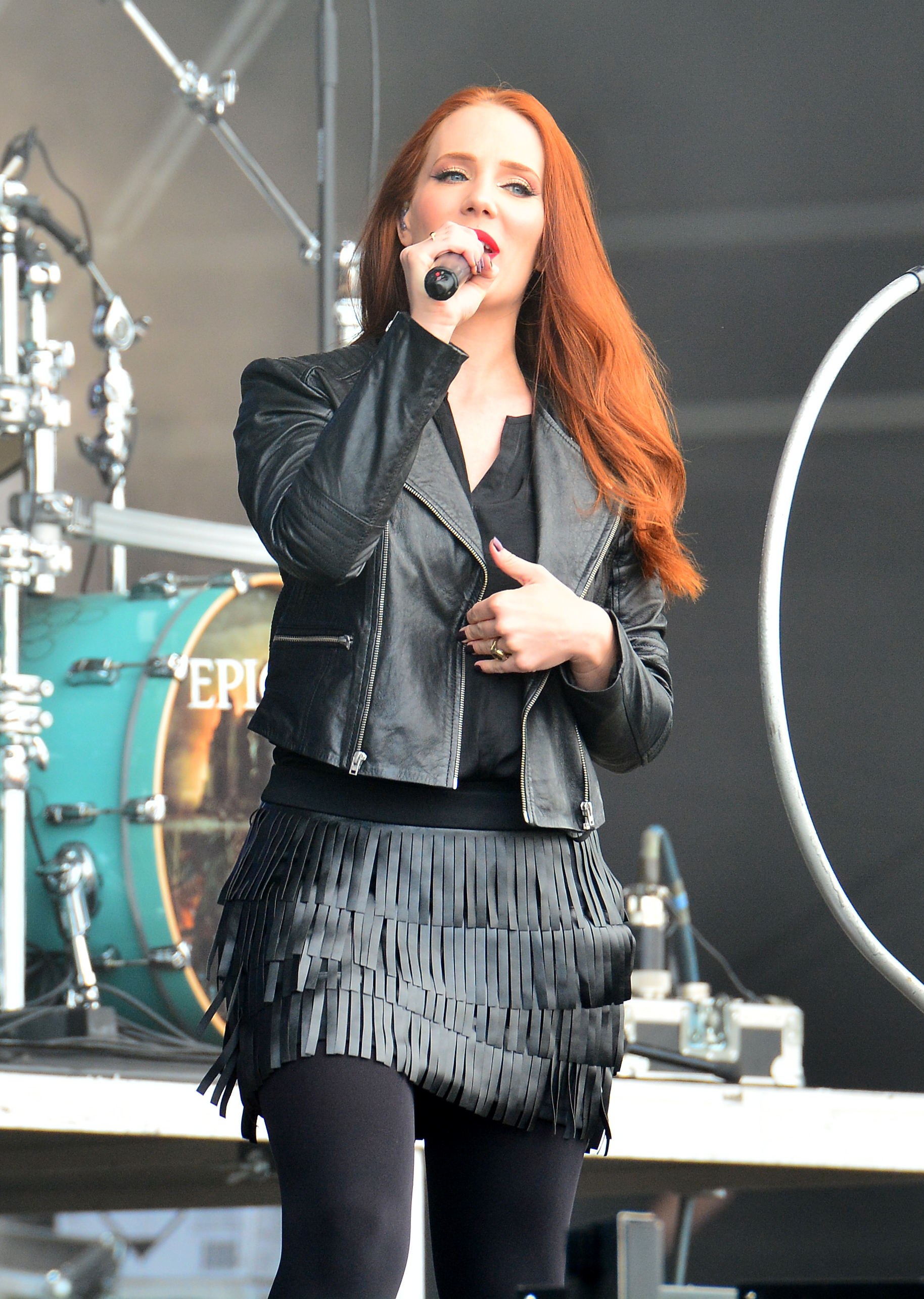
Simone Simons, 2015

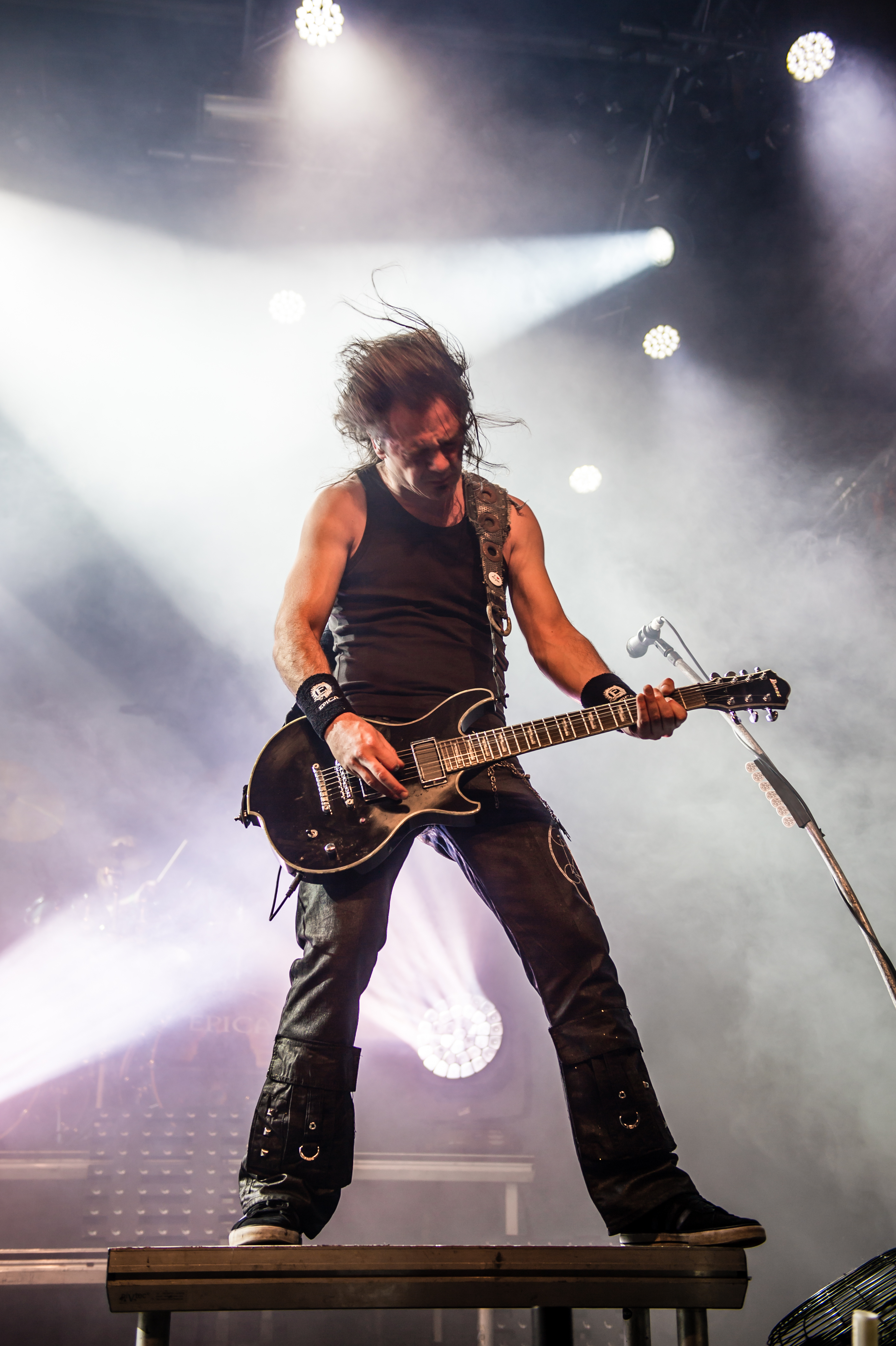
Isaac Delahaye, 2015

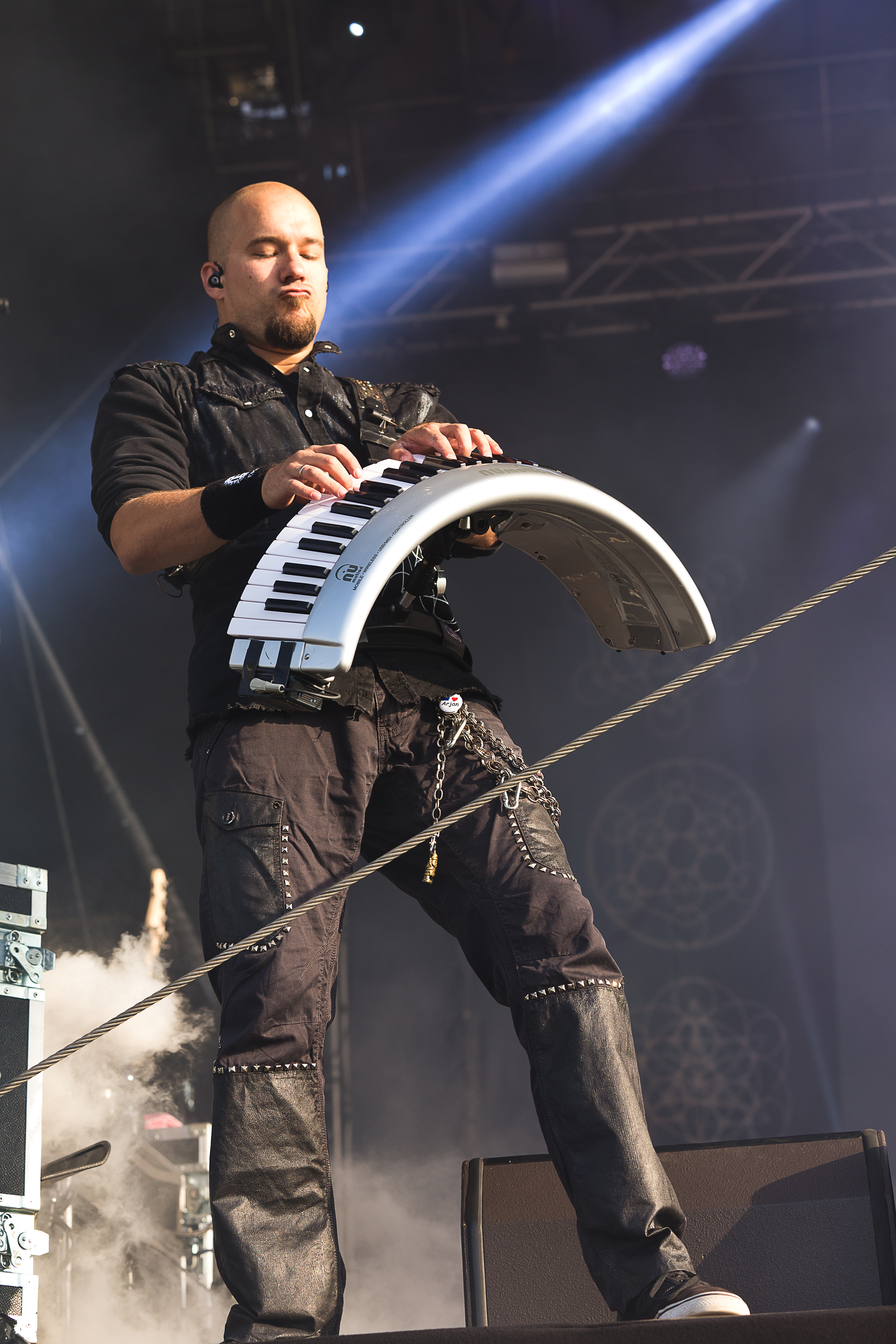
Coen Janssen, 2015

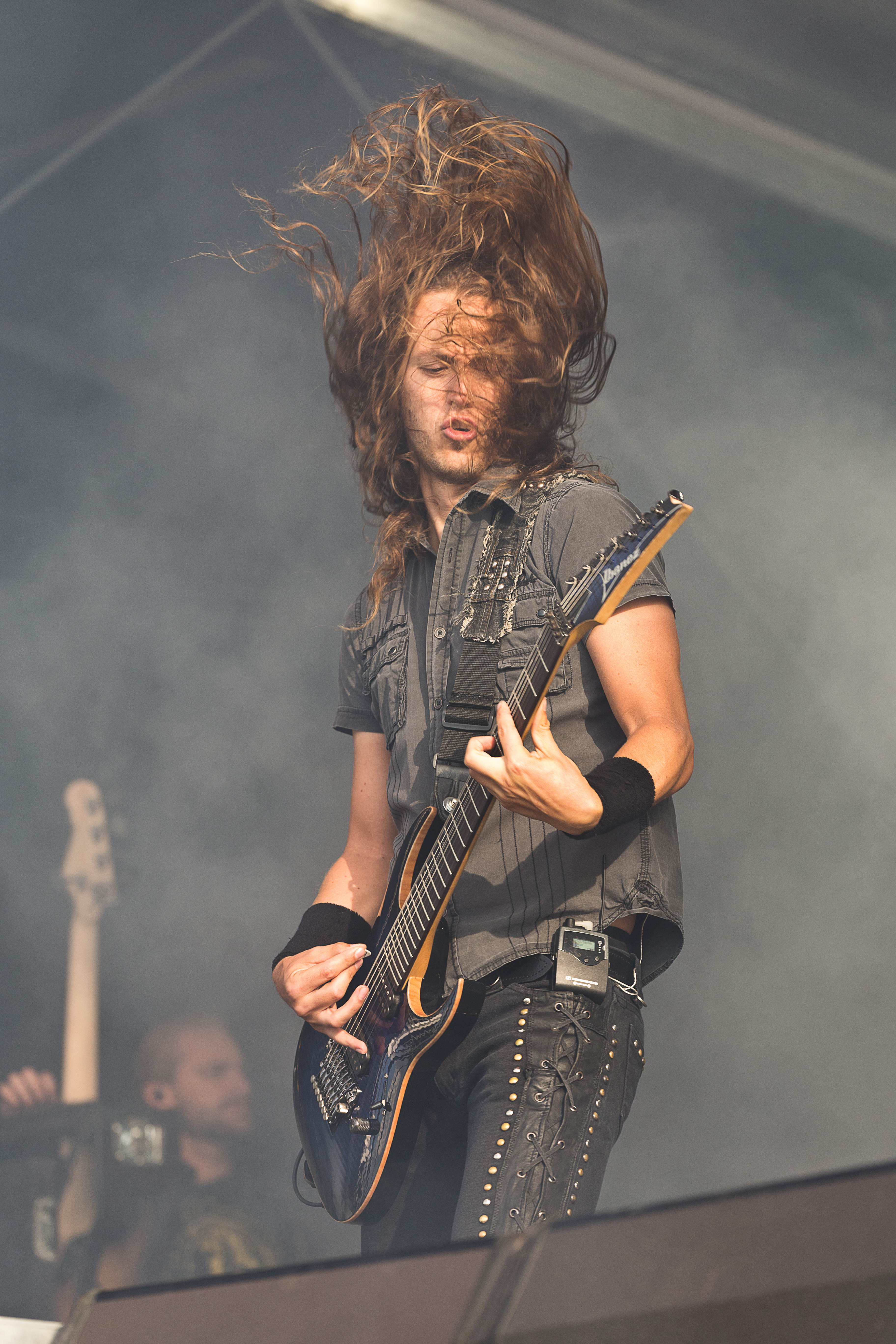
Mark Jansen, 2015

### Albumy studyjne
| Rok                            | Tytuł                                                                               | Pozycja na liście | Pozycja na liście | Pozycja na liście | Pozycja na liście | Pozycja na liście | Pozycja na liście | Pozycja na liście | Pozycja na liście |
| Rok                            | Tytuł                                                                               | NLD               | CHE               | FRA               | FIN               | AUT               | DEU               | USA               | UK                |
| ------------------------------ | ----------------------------------------------------------------------------------- | ----------------- | ----------------- | ----------------- | ----------------- | ----------------- | ----------------- | ----------------- | ----------------- |
| 2003                           | The Phantom Agony - Data: 5 czerwca 2003 - Wydawca: Transmission Records            | 54                | —                 | —                 | —                 | —                 | —                 | —                 | —                 |
| 2005                           | Consign to Oblivion - Data: 21 kwietnia 2005 - Wydawca: Transmission Records        | 12                | —                 | 116               | —                 | —                 | —                 | —                 | —                 |
| 2005                           | The Score - An Epic Journey - Data: 8 września 2005 - Wydawca: Transmission Records | 54                | —                 | 191               | —                 | —                 | —                 | —                 | —                 |
| 2007                           | The Divine Conspiracy - Data: 22 sierpnia 2007 - Wydawca: Nuclear Blast             | 9                 | 29                | 35                | —                 | —                 | 41                | —                 | —                 |
| 2009                           | Design Your Universe - Data: 16 października 2009 - Wydawca: Nuclear Blast          | 8                 | 27                | 31                | —                 | 70                | 37                | —                 | —                 |
| 2012                           | Requiem for the Indifferent - Data: 9 marca 2012 - Wydawca: Nuclear Blast           | 12                | 14                | 35                | 37                | 33                | 26                | 104               | 112               |
| 2014                           | The Quantum Enigma - Data: 2 maja 2014 - Wydawca: Nuclear Blast                     | 4                 | 17                | 47                | 26                | 30                | 11                | 110               | 53                |
| 2016                           | The Holographic Principle - Data: 30 września 2016 - Wydawca: Nuclear Blast         | 4                 | 8                 | 26                | 26                | 21                | 9                 | 139               | 46                |
| "—" pozycja nie była notowana. |                                                                                     |                   |                   |                   |                   |                   |                   |                   |                   |

### Albumy koncertowe
| Rok  | Tytuł                                                                 | Pozycja na liście | Pozycja na liście | Pozycja na liście | Pozycja na liście |
| Rok  | Tytuł                                                                 | NLD               | CHE               | FRA               | DEU               |
| ---- | --------------------------------------------------------------------- | ----------------- | ----------------- | ----------------- | ----------------- |
| 2009 | The Classical Conspiracy - Data: 8 maja 2009 - Wydawca: Nuclear Blast | 23                | 81                | 58                | 87                |

### Kompilacje
| 2006                           | The Road to Paradiso - Data: 8 maja 2006 - Wydawca: Transmission Records | 46 |
| 2013                           | Best Of - Data: 14 października 2013 - Wydawca: Nuclear Blast            | —  |
| "—" pozycja nie była notowana. |                                                                          |    |

### Single
| 2003                           | The Phantom Agony        | —  | The Phantom Agony           |
| 2004                           | Feint                    | —  | The Phantom Agony           |
| 2004                           | Cry For The Moon         | —  | The Phantom Agony           |
| 2005                           | Solitary Ground          | 46 | Consign To Oblivion         |
| 2005                           | Quietus (Silent Reverie) | 68 | Consign To Oblivion         |
| 2007                           | Never Enough             | —  | The Divine Conspiracy       |
| 2008                           | Chasing the Dragon       | —  | The Divine Conspiracy       |
| 2009                           | Unleashed                | —  | Design Your Universe        |
| 2009                           | Martyr of the Free Word  | —  | Design Your Universe        |
| 2010                           | This is the Time         | —  | —                           |
| 2012                           | Storm the Sorrow         | —  | Requiem For The Indifferent |
| 2012                           | Forevermore              | —  | —                           |
| 2014                           | The Essence of Silence   | —  | The Quantum Enigma          |
| 2014                           | Unchain Utopia           | —  | The Quantum Enigma          |
| 2014                           | Victims of Contingency   | —  | The Quantum Enigma          |
| 2016                           | Universal Death Squad    | —  | The Holographic Principle   |
| 2016                           | Edge of the Blade        | —  | The Holographic Principle   |
| "—" pozycja nie była notowana. |                          |    |                             |

## Wideografia
| Rok  | Tytuł                                                                          |
| ---- | ------------------------------------------------------------------------------ |
| 2004 | We Will Take You With Us - Data: wrzesień 2004 - Wydawca: Transmission Records |
| 2013 | Retrospect - Data: 8 listopada 2013 - Wydawca: Nuclear Blast                   |

## Teledyski
| Rok  | Tytuł                    | Reżyseria       | Album                       | Źródło |
| ---- | ------------------------ | --------------- | --------------------------- | ------ |
| 2003 | "Feint"                  | Frank Herrebout | The Phantom Agony           | [ 32 ] |
| 2003 | "The Phantom Agony"      | Frank Herrebout | The Phantom Agony           | [ 32 ] |
| 2005 | "Quietus"                | Mirko Cocco     | Consign To Oblivion         | [ 32 ] |
| 2005 | "Solitary Ground"        | —               | Consign To Oblivion         | [ 32 ] |
| 2007 | "Never Enough"           | Ivan Colic      | The Divine Conspiracy       | [ 32 ] |
| 2009 | "Unleashed"              | —               | Design Your Universe        | [ 32 ] |
| 2010 | "This Is The Time"       | —               | —                           | [ 32 ] |
| 2012 | "Storm the Sorrow"       | Remko Tielemans | Requiem for the Indifferent | [ 33 ] |
| 2014 | "Victims of Contingency" | Remko Tielemans | The Quantum Enigma          | [ 34 ] |
| 2015 | "The Essence Of Silence" | Jens De Vos     | The Quantum Enigma          | [ 35 ] |
| 2016 | "Edge of the Blade"      | —               | The Holographic Principle   | [ 36 ] |